# Maclean
Maclean is een plaats in de Australische deelstaat New South Wales en telt 3232 inwoners (2006).